# Das (målare)
Das eller DAS, var en allmogemålare från Dalarna, verksam under mitten av 1800-talet.
Das är endast känd genom efterlämnade signaturer på sina arbeten. Man har på grund av förekomsten av hans verk och stilen på målningarna försökt att lokalisera honom till Rättviks socken. De flesta av hans verk är utförda på 1840-talet. Hans målningar är figurrika och till formatet mycket stora utförda på papper eller väv. Han har utfört målningarna med en kraftfull gräll färgskala i tegel, blått, gult och mossgrönt. Han har tolkat om de bibliska motiven och försett dem med en lokal anknytning. Målningen av bibelns Vingården föreställer en kryddgård med dalkarlar i realistiska arbetsmoment och framställningen av Jesus rider in i Jerusalem visar Sions dotter i en gestalt av en vuxen kvinna. För disponent Erik Johan Ljungberg målade han på väv motiven Golgatavandringen och Betlehem som monterades upp i Ljungbergs hem Bergalid, målningarna monterades senare ner och finns numera på Dala fornsal i Falun. Das är representerad vid Nordiska museet, Zornmuseet, Dala fornsal och några lokal hembygdsföreningar.